# Ziaire Williams
Ziaire Williams Jr. (Lancaster, 12 de setembro de 2001) é um jogador norte-americano de basquete profissional que atualmente joga no Brooklyn Nets da National Basketball Association (NBA).
Ele jogou basquete universitário pela Universidade de Stanford e foi selecionado pelo New Orleans Pelicans como a 10º escolha geral no draft da NBA de 2021.

## Primeiros anos
Filho único de Ziaire Williams e Marquita Fields-Williams, Ziaire nasceu em Lancaster, Califórnia. Ele começou a jogar basquete aos cinco anos e estava treinando sob a orientação de seu pai aos oito anos.

## Carreira no ensino médio
Em seus primeiros três anos do ensino médio, Williams frequentou a Notre Dame High School em Sherman Oaks, Los Angeles. Em sua temporada de calouro, ele teve médias de 13,6 pontos e 6,5 rebotes. Em sua terceira temporada, ele teve médias de 27 pontos, 10 rebotes e três assistências e foi selecionado para a Segunda-Equipe da Califórnia pela USA Today.
Em 18 de julho de 2019, Williams se transferiu para a Sierra Canyon School em Chatsworth, Los Angeles, para seu último ano. Ele se juntou à equipe de Brandon Boston Jr., Bronny James e Zaire Wade, os respectivos filhos de LeBron James e Dwyane Wade. Em sua estreia na temporada, ele marcou 28 pontos em uma derrota por 85-81 para Rancho Christian School. Em seu último ano, ele teve médias de 15 pontos, 7,9 rebotes e 3,6 assistências, ajudando o Sierra Canyon a conquistar o título da CIF-SS Open Division. Ele foi eleito o Jogador do Ano pelo Los Angeles Times.

### Recrutamento
Williams era um recruta de cinco estrelas e o melhor ala na classe de recrutamento de 2020. Em 12 de abril de 2020, ele anunciou seu compromisso com a Universidade de Stanford. Williams se tornou o recruta mais bem classificado de Stanford na era moderna do recrutamento e o primeiro recruta cinco estrelas do programa desde Reid Travis em 2014.
| Nome | Cidade Natal                              | Escola/Universidade | Altura             | Peso           | Data da revisão     |
| --- | ----------------------------------------- | ------------------- | ------------------ | -------------- | ------------------- |
| Ziaire Williams SF | Lancaster, CA                             | Sierra Canyon (CA)  | 6 ft 7 in (2.01 m) | 180 lb (82 kg) | 12 de Abril de 2020 |
| Ziaire Williams SF | Recrutamento: Rivais: 247sports: ESPN: 98 |                     |                    |                |                     |
| Classificação geral de novatos: 247Sports: 5º \| Rivals: 6º \| ESPN: 8º |                                           |                     |                    |                |                     |
| - Nota: Em muitos casos, Scout, Rivals, 247Sports e ESPN podem entrar em conflito em suas listas de altura e peso, nestes casos, a média foi obtida. A ESPN mede os calouros numa escala de 0 a 100. - Fonte: |                                           |                     |                    |                |                     |

## Carreira universitária
Em sua estreia universitária em Stanford em 30 de novembro de 2020, Williams registrou 19 pontos e oito rebotes na vitória por 82-64 contra Alabama. Em 7 de janeiro de 2021, ele registrou 12 pontos, 12 rebotes e 10 assistências, o primeiro triplo-duplo de um jogador de Stanford desde 2007, em uma vitória por 91-75 sobre Washington. Como calouro, Williams teve médias de 10,7 pontos, 4,6 rebotes e 2,2 assistências. 
Em 31 de março, ele se declarou para o draft da NBA de 2021, renunciando à elegibilidade universitária restante.

## Carreira profissional

### Memphis Grizzlies (2021–2024)
Em 29 de julho de 2021, Williams foi selecionado pelo New Orleans Pelicans como a décima escolha geral no draft da NBA de 2021. Depois, ele foi negociado com o Memphis Grizzlies. Depois de perder 14 jogos consecutivos devido a uma lesão no tornozelo, Williams teve seu primeiro jogo como titular em 6 de janeiro de 2022 e registrou 14 pontos e 2 roubos de bola na vitória por 118-88 sobre o Detroit Pistons. Em 2 de fevereiro, Williams marcou 21 pontos na vitória por 120-108 sobre o New York Knicks. Ele igualou esse recorde em 24 de fevereiro, em uma derrota por 114–119 para o Minnesota Timberwolves. Durante a primeira rodada dos playoffs, os Grizzlies enfrentaram os Timberwolves. Williams fez sua estreia nos playoffs em 16 de abril, marcando quatro pontos na derrota por 117–130 no Jogo 1. Os Grizzlies acabaram vencendo a série em seis jogos, mas foram eliminados na segunda rodada pelo Golden State Warriors, também em seis jogos.
Williams perdeu os primeiros 24 jogos da temporada de 2022–23 devido a uma lesão no joelho direito. Ele fez sua estreia na temporada em 7 de dezembro, registrando quatro pontos, seis rebotes, três assistências e dois roubos de bola na vitória por 123–102 sobre o Oklahoma City Thunder.

### Brooklyn Nets (2024–Presente)
Em 19 de julho de 2024, Williams foi trocado, juntamente com uma escolha de segunda rodada, para o Brooklyn Nets em troca de Mamadi Diakite e os direitos de draft de Nemanja Dangubić.

## Carreira na seleção
Williams jogou pelos Estados Unidos na Copa do Mundo de Basquete Sub-19 de 2019 em Heraklion, Grécia. Em sete jogos, ele teve médias de 5,3 pontos e 1,2 assistências e ajudou seu time a conquistar a medalha de ouro.

## Estatísticas da carreira

### NBA

#### Temporada regular
| Ano      | Equipe   | PJ  | PT | MPJ  | AP   | 3P   | LL   | RT  | AS  | BR  | TO | PPJ  |
| -------- | -------- | --- | -- | ---- | ---- | ---- | ---- | --- | --- | --- | -- | ---- |
| 2021–22  | Memphis  | 62  | 31 | 21.7 | .450 | .314 | .782 | 2.1 | 1.0 | .6  | .2 | 8.1  |
| 2022–23  | Memphis  | 37  | 4  | 15.2 | .429 | .258 | .773 | 2.1 | .9  | .4  | .2 | 5.7  |
| 2023–24  | Memphis  | 51  | 15 | 20.3 | .397 | .307 | .827 | 3.5 | 1.5 | .7  | .2 | 8.2  |
| 2024–25  | Brooklyn | 63  | 45 | 24.5 | .412 | .341 | .821 | 4.6 | 1.3 | 1.0 | .4 | 10.0 |
| Carreira | Carreira | 213 | 95 | 20.4 | .422 | .305 | .800 | 3.0 | 1.1 | .6  | .2 | 8.0  |

#### Playoffs
| Ano      | Equipe   | PJ | PT | MPJ  | AP   | 3P   | LL   | RT  | AS | BR | TO | PPJ |
| -------- | -------- | -- | -- | ---- | ---- | ---- | ---- | --- | -- | -- | -- | --- |
| 2022     | Memphis  | 10 | 1  | 16.8 | .442 | .306 | .923 | 1.6 | .5 | .5 | .0 | 6.9 |
| 2023     | Memphis  | 4  | 0  | 3.0  | .286 | .333 | –    | .5  | .5 | .0 | .0 | 1.3 |
| Carreira | Carreira | 14 | 1  | 9.9  | .364 | .319 | .923 | 1.0 | .5 | .2 | .0 | 4.1 |

### Universitário
| Ano     | Equipe   | PJ | PT | MPJ  | AP   | 3P   | LL   | RT  | AS  | BR | TO | PPJ  |
| ------- | -------- | -- | -- | ---- | ---- | ---- | ---- | --- | --- | -- | -- | ---- |
| 2020–21 | Stanford | 20 | 14 | 27.9 | .374 | .291 | .796 | 4.6 | 2.2 | .9 | .6 | 10.7 |

Fonte:

## Vida pessoal
Ambos os pais de Williams serviram nas forças armadas: sua mãe, Marquita Fields-Williams, no Exército e na Força Aérea, e seu pai, Ziaire Williams, no Corpo de Fuzileiros Navais. Sua mãe é oficial de condicional e seu pai trabalha para 7 Up em Sylmar, Los Angeles.